# 火神彎線䲁
火神彎線䲁（學名：Helcogramma vulcana），為輻鰭魚綱䲁形目三鰭䲁科彎線䲁屬的一個種，1993年，約翰·E·蘭德爾和尤金妮·克拉克對其進行了描述述，分布於西太平洋印尼班達海海域，深度0至5公尺，本魚體型小呈圓柱狀，吻部短，側面鈍，眼眶上有觸鬚，上頜向後延伸至眼前緣下方，上下頜齒細而密, 背鰭硬棘18枚、背鰭軟條10-12枚、臀鰭硬棘1枚、臀鰭軟條21-23枚，體長可達3.8公分，棲息在岩石區，雌魚產附著性卵在藻類築的巢，雄魚會守護卵，幼魚為浮游性，生活習性不明。